# Музей науки та промисловості (Чикаго)
Музей науки та промисловості (англ. Museum of Science and Industry, MSI) знаходиться в місті Чикаго, штат Іллінойс, США, в адміністративному районі Гайд-парк поруч із озером Мічиган та Джексон-парком. Музей розташований у будівлі колишнього Палацу образотворчих мистецтв Всесвітньої колумбійської виставки 1893 року. Гроші на відкриття музею виділив президент великої торговельної мережі «Сірс, Робак і Компанія» Джуліус Розенвальд. Музей було відкрито 1933 року з нагоди виставки «Сторіччя прогресу».
Є найбільшим науковим музеєм у Західній півкулі.
Серед експонатів музею — робоча вугільна шахта, німецький підводний човен U-505, захоплений під час Другої Світової війни, модель залізниці загальною площею 330 м², перший дизельний пасажирський потяг «Піонер Зефір», а також космічний корабель, що брав участь у місії «Аполлон-8».
Протягом більш ніж 55 років вхід до музею був безкоштовним. Відвідування стало платним на початку 1990-х років, а станом на 2015 рік ціна стандартного квитка становить 18 доларів США.

## Галерея

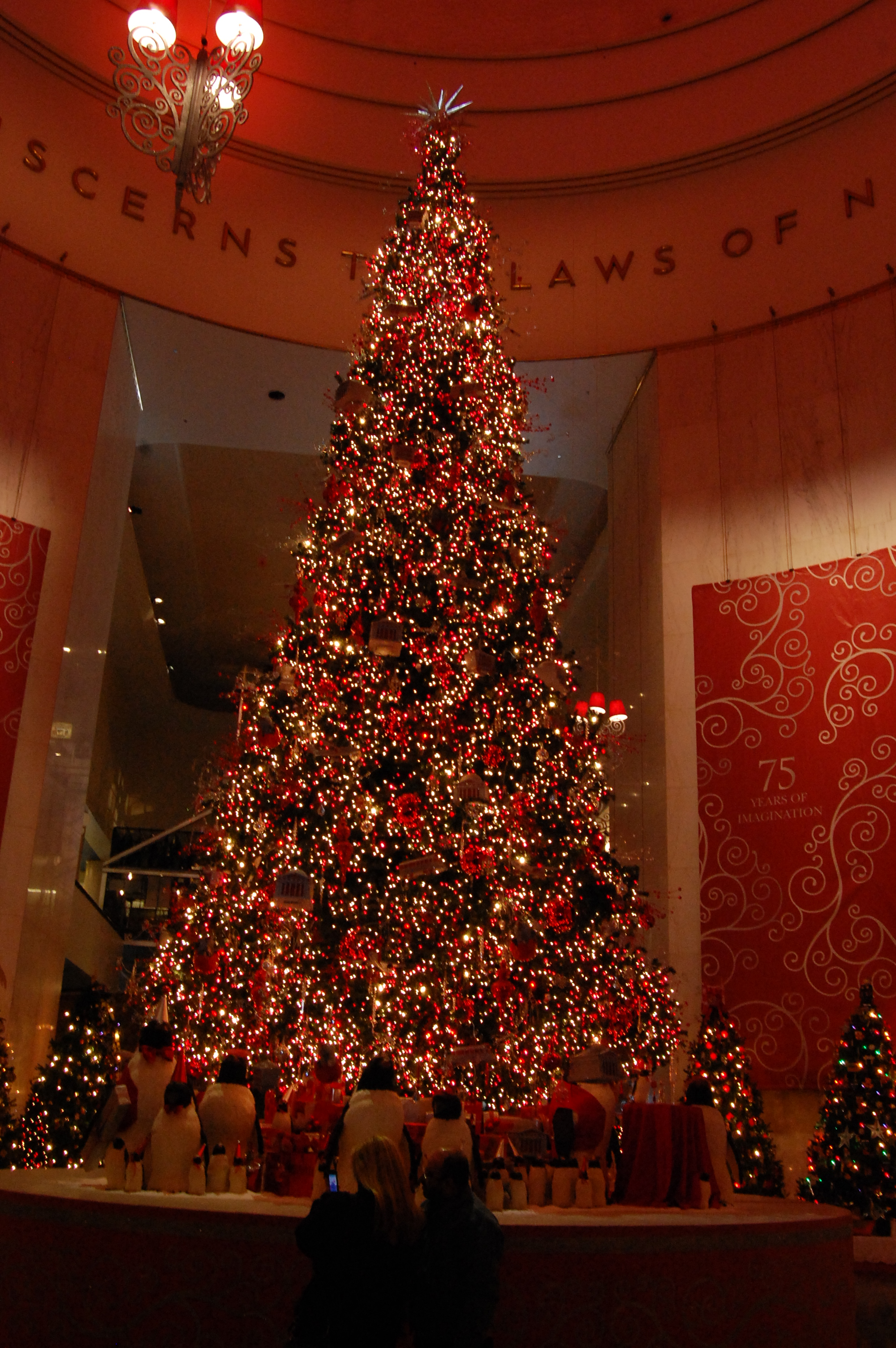
Ялинка у фоє музею
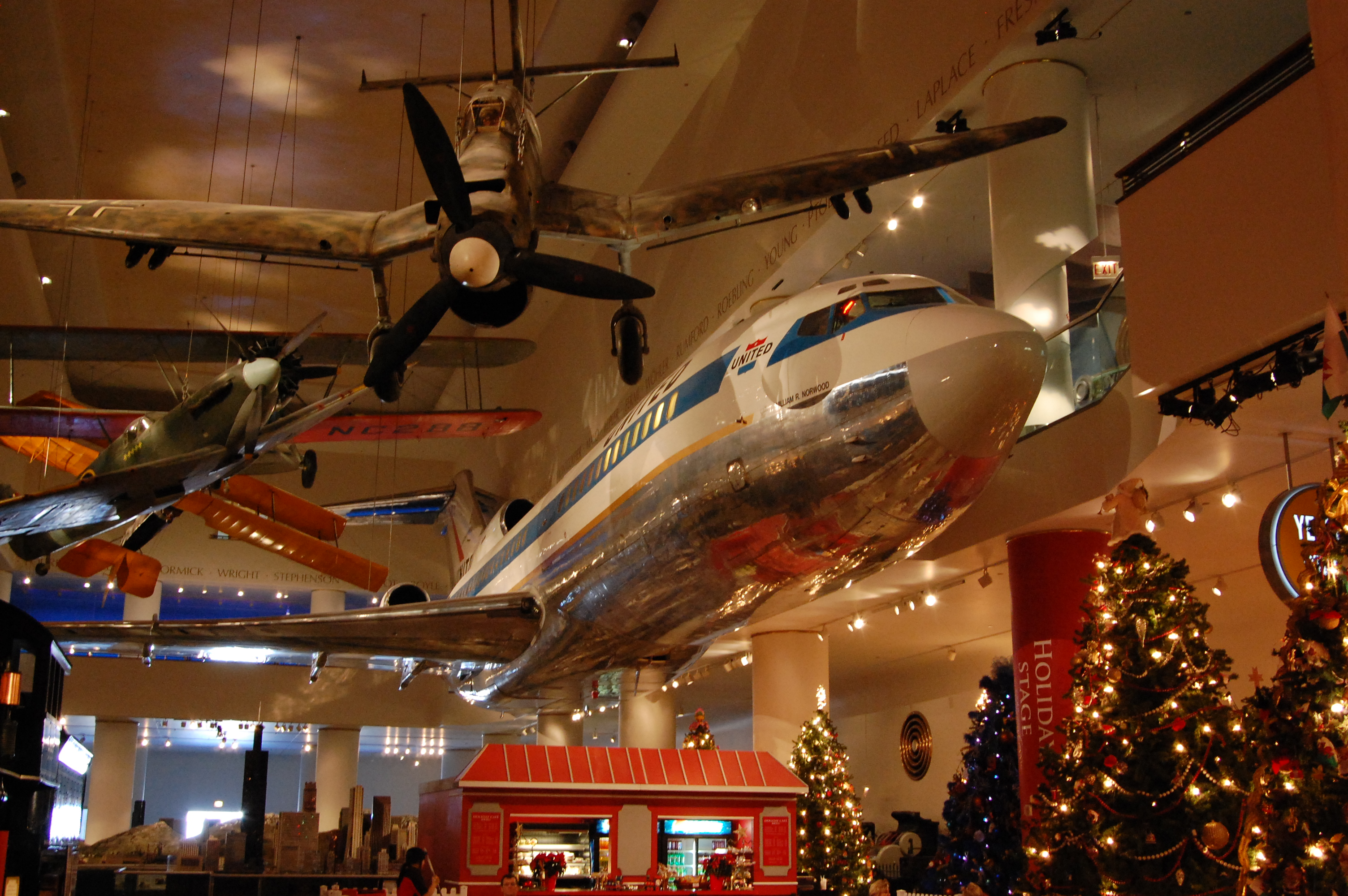
Зал авіації
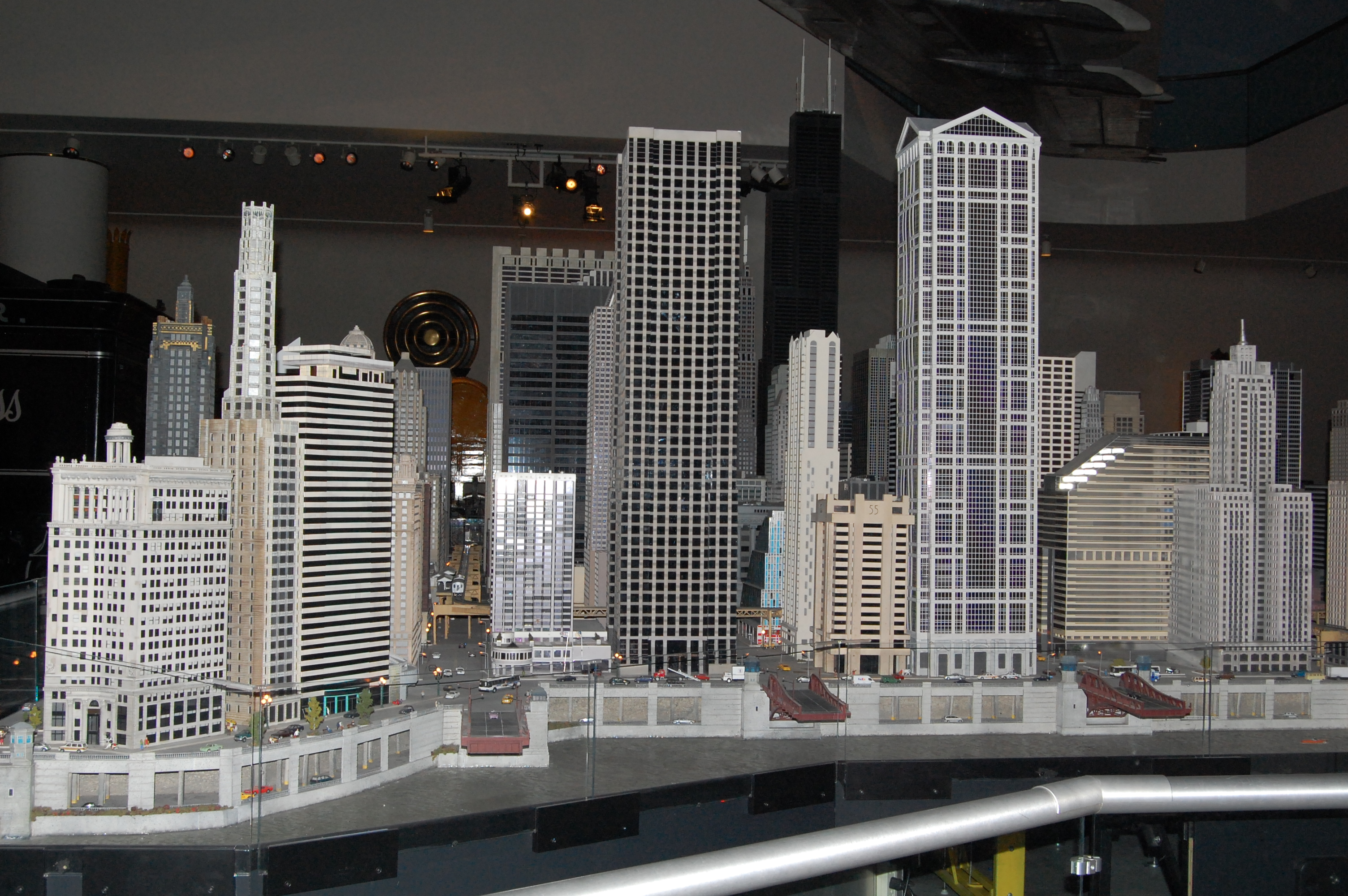
Фрагмент макету міста
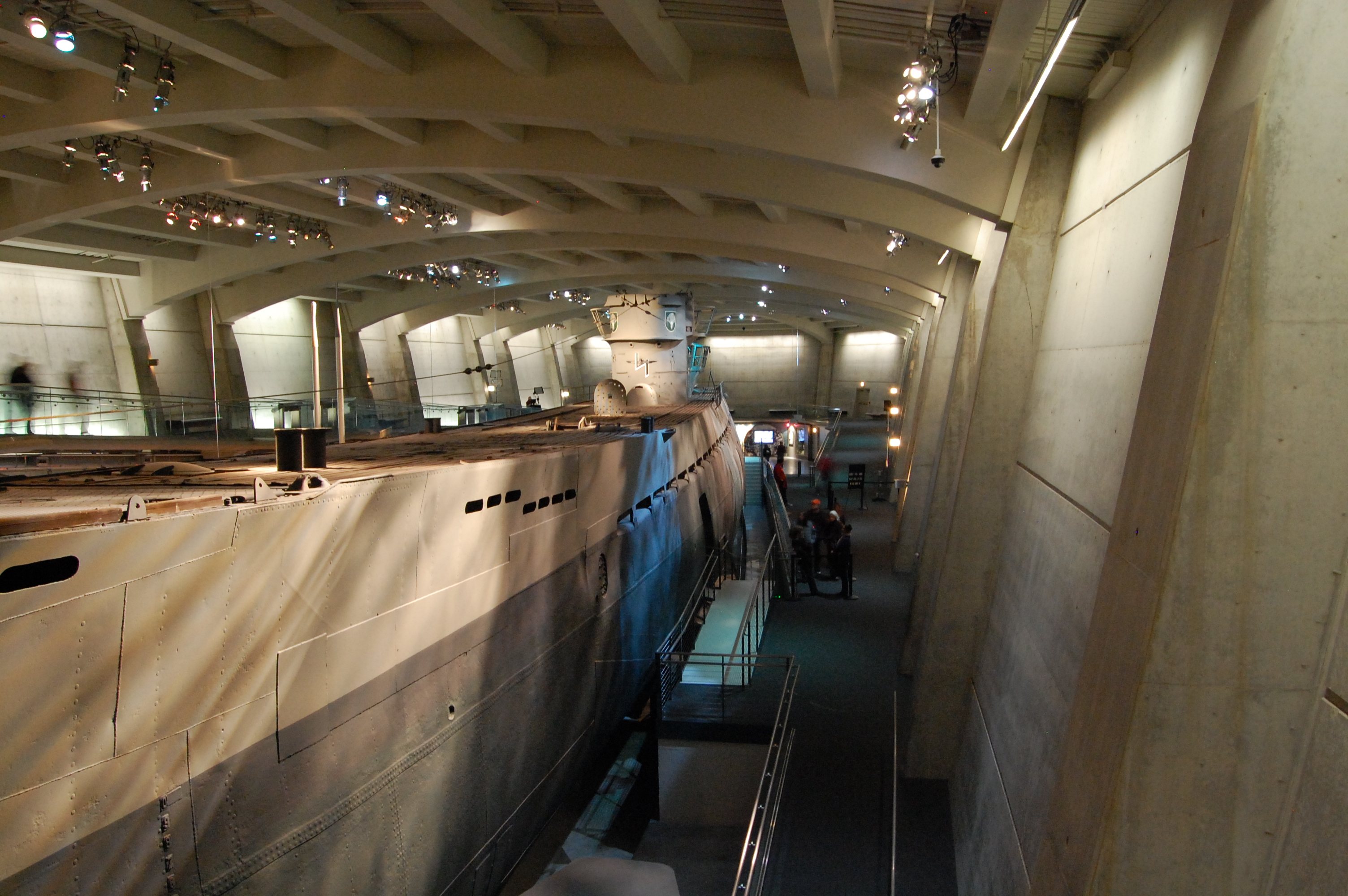
U-505
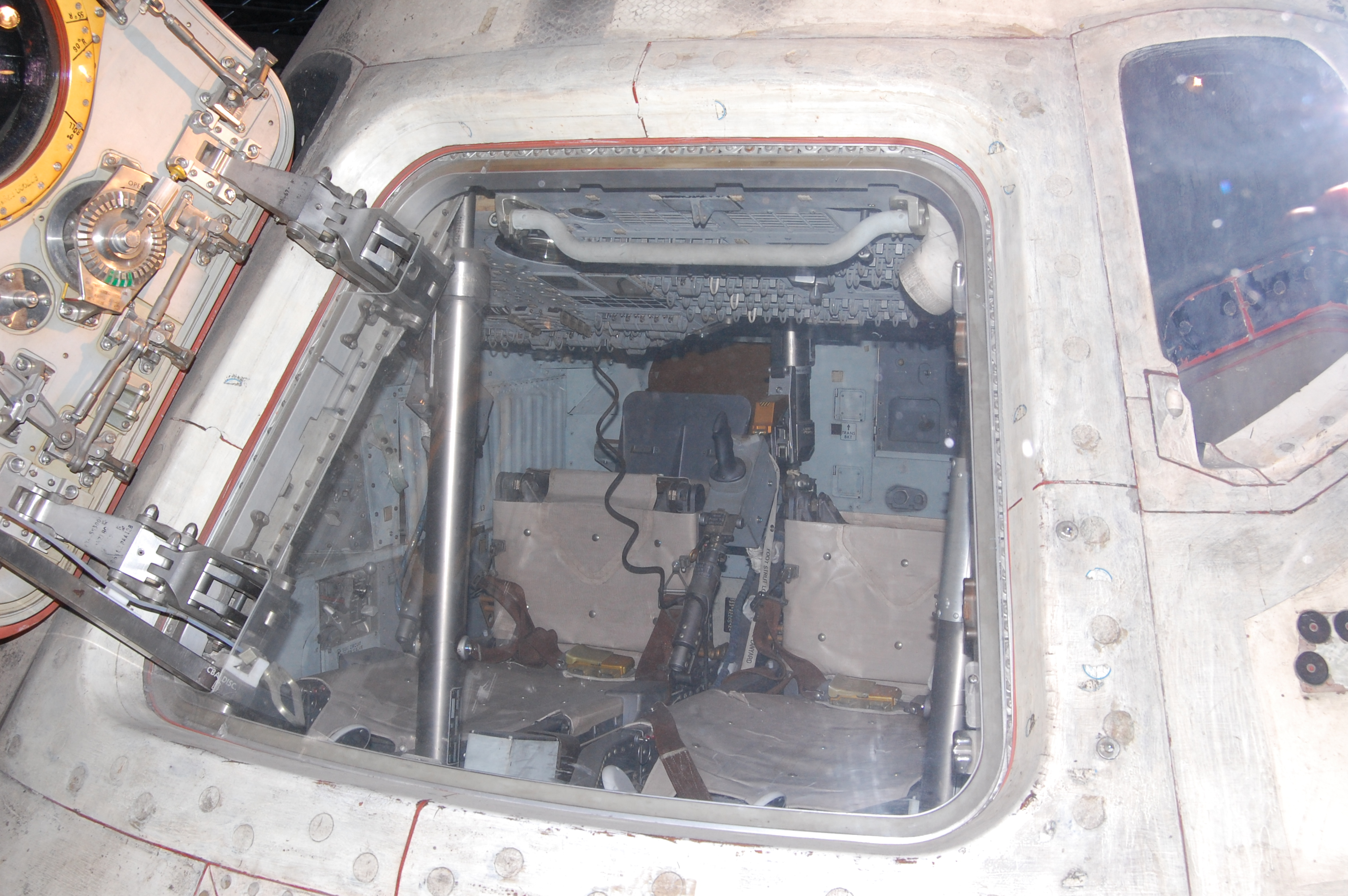
Відсік екіпажу корабля «Аполлон-8»
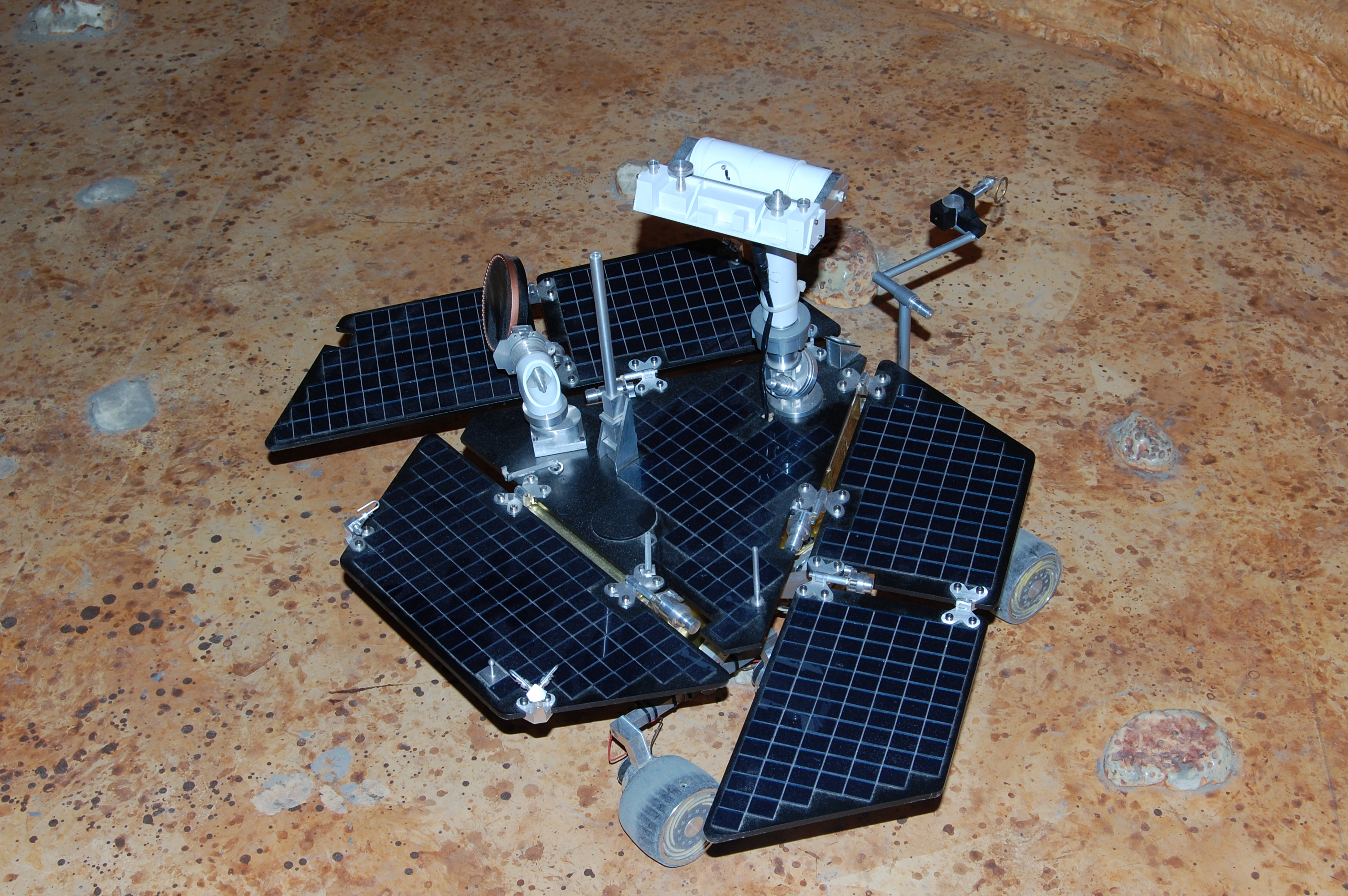
Керований марсохід